# Турникетная антенна
Турникетная антенна (от фр. tourniquet — турникет, вертящаяся крестовина) — антенна, состоящая из двух вибраторных антенн с общим центром, расположенных друг к другу под прямым углом и возбуждаемых равноамплитудно со сдвигом фаз на 90°. Название антенны связано с её внешним видом, напоминающим плоский турникет. Предложена Дж. Брауном в 1935 году. Турникетная антенна применяется в диапазонах ОВЧ и УВЧ. Антенна используется в одном из двух режимов: режиме кругового излучения и в режиме осевого излучения.

## Режим осевого излучения
В режиме осевого излучения антенна формирует электромагнитную волну с круговой поляризацией. Для обеспечения односторонней направленности антенна снабжается рефлектором в виде металлического диска или используется в качестве излучающего элемента многоэлементной антенны продольного излучения, аналогичной по устройству антенне «волновой канал». Такие многоэлементные антенны и антенные решётки из многоэлементных турникетных антенн осевого излучения благодаря круговой поляризации в луче и высокому коэффициенту усиления используется в радиолиниях спутниковой связи.

## Режим кругового излучения
При отклонении от направления оси антенны поляризация излучаемой волны становится эллиптической, и в плоскости вибраторов становится линейной. Турникетная антенна, расположенная параллельно плоскости земли, имеет круговую диаграмму направленности, такая антенна аналогична штыревой антенне, но формирует волну с горизонтальной поляризацией. Для повышения коэффициента усиления в направлении горизонта из турникетных антенн собираются антенные решётки с активным питанием — многоэтажные конструкции турникетных излучающих элементов, размещённых вдоль вертикальной прямой (вдоль вертикальной мачты). Элементы возбуждаются синфазно или таким образом, чтобы формировать косекансную диаграмму направленности для выравнивания напряжённости поля на различных наклонных дальностях до точек приёма, расположенных на земле, вплоть до радиогоризонта.
Число этажей турникетной антенны составляет от одного до нескольких десятков. Такие антенны широко используются в телевизионном вещании и радиовещании, преимущественно как передающие антенны метрового диапазона длин волн. В телевещании часто применяются более широкополосные так называемые Ж-образные вибраторы.
Турникетная антенна — прототип одной из самых широко применяемых телевизионных передающих антенн, получившей название «супертурникетной». Вибраторы простой турникетной антенны приобрели в ней форму излучателей с конфигурацией бабочки, позволяющей получить намного большую ширину полосы вещания. Коэффициент усиления по мощности трёхъярусной супертурникетной антенны составляет около 4.